# カントリー娘。のHappy Night
カントリー娘。のHappy Night（カントリーむすめのハッピーナイト）は、アール・エフ・ラジオ日本で毎週木曜深夜25:30 - 26:00に放送されていたラジオ番組である。2006年4月6日放送開始。
2006年7月6日からは、放送時間が終了した1時間半後の木曜深夜27:30 - 28:00に『カントリー娘。のHappy Night2』が第二部として放送されていた。代々木アニメーション学院の一社提供であった。
2006年9月28日に『カントリー娘。のHappy Night』、『カントリー娘。のHappy Night2』がともに最終回を迎えた。

## 主なコーナー
- 当てはめカントリー

カントリー娘のメンバーをイメージで色々なものに当てはめるコーナー。所謂三段オチで三人目の人がオチになる。

## パーソナリティ
- カントリー娘。

## 放送時間
- 毎週木曜深夜25:30 - 26:00（カントリー娘。のHappy Night）
- 毎週木曜深夜27:30 - 28:00（カントリー娘。のHappy Night2）

| RFラジオ日本 木曜25:30 - 26:00 | RFラジオ日本 木曜25:30 - 26:00 | RFラジオ日本 木曜25:30 - 26:00 |
| 前番組                         | 番組名                         | 次番組                         |
| ------------------------------ | ------------------------------ | ------------------------------ |
| いつもおそばに歌謡曲           | カントリー娘。のHappy Night    | 演歌ひっつき虫                 |